# (33331) 1998 SY21
1998 SY21 (asteroide 33331) é um asteroide da cintura principal. Possui uma excentricidade de 0.22219110 e uma inclinação de 6.02196º.
Este asteroide foi descoberto no dia 23 de setembro de 1998 por Visnjan em Visnjan.